# Brodal队列
在计算机科学中，Brodal队列是一种堆、优先队列数据结构。该数据结构有很优的最劣时间复杂度：{\displaystyle O(1)}插入、找到最小值、合并或单点减少，{\displaystyle O\left(\mathrm {log} \left(n\right)\right)}删除元素。这是第一种非均摊实现该复杂度的堆。其得名于发明者Gerth Stølting Brodal。
虽然该结构具有优越的渐进复杂度，Brodal本人表示它“很复杂”，“不适合实践”。Brodal和Okasaki也发明过一个可持久化資料結構的Brodal队列变种。